# Glukan 1,3-beta-glukozidaza
Glukan 1,3-beta-glukozidaza (EC 3.2.1.58, ekso-1,3-beta-glukozidaza, beta-1,3-glukan ekso-hidrolaza, ekso (1->3)-glukanohidrolaza, 1,3-beta-glukan glukohidrolaza) je enzim sa sistematskim imenom 3-beta-D-glukan glukohidrolaza. Ovaj enzim katalizuje sledeću hemijsku reakciju
Sukcesivna hidroliza beta-D-glukoznih jedinica sa neredukujućih krajeva (1->3)-beta-D-glukana, čime se odvaja alfa-glukoza
Ovaj enzim deluje na oligosaharide.

## Literatura
- Nicholas C. Price; Lewis Stevens (1999). Fundamentals of Enzymology: The Cell and Molecular Biology of Catalytic Proteins (Third изд.). USA: Oxford University Press. ISBN 019850229X.
- Eric J. Toone (2006). Advances in Enzymology and Related Areas of Molecular Biology, Protein Evolution (Volume 75 изд.). Wiley-Interscience. ISBN 0471205036.
- Branden C; Tooze J. Introduction to Protein Structure. New York, NY: Garland Publishing. ISBN 0-8153-2305-0.
- Irwin H. Segel. Enzyme Kinetics: Behavior and Analysis of Rapid Equilibrium and Steady-State Enzyme Systems (Book 44 изд.). Wiley Classics Library. ISBN 0471303097.

## Spoljašnje veze
- Glucan+1,3-beta-glucosidase на 